# Kumbornia tuberculata
Kumbornia tuberculata es una especie de insecto coleóptero de la familia Chrysomelidae.
Fue descrita científicamente en 2006 por Mohamesaid.